# 月のしずく (柴咲コウの曲)

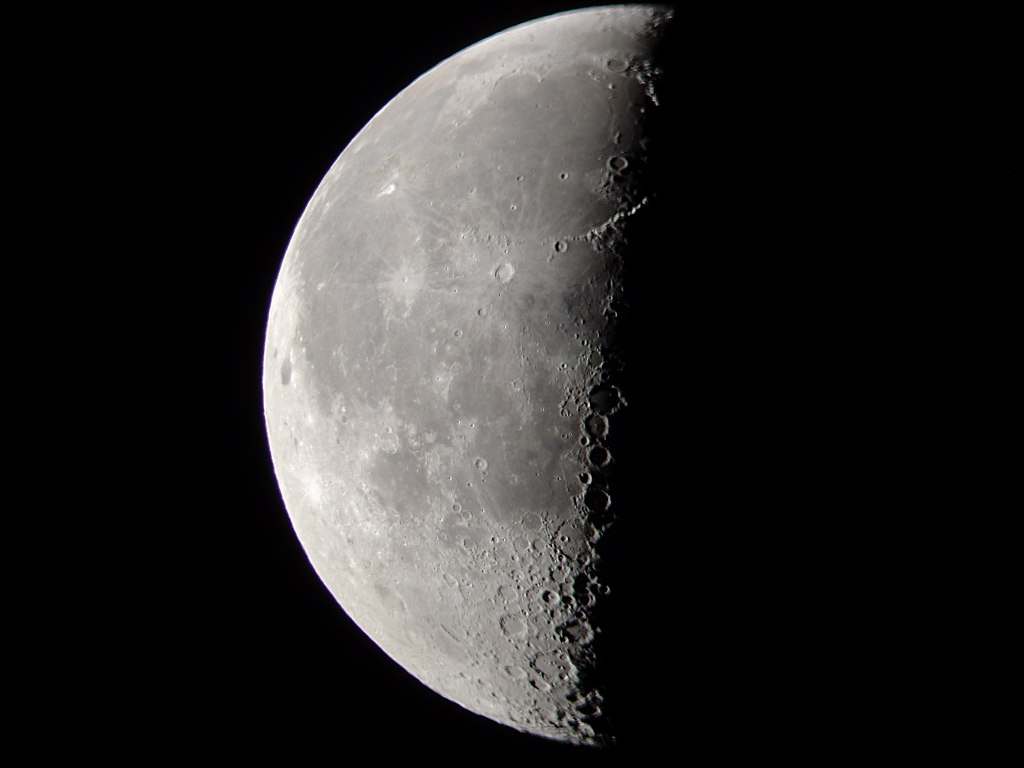
下弦の月

『月のしずく』（つきのしずく）は、柴咲コウのRUI名義での2作目のシングル。2003年1月15日発売。発売元はユニバーサルミュージック。

## 解説
映画『黄泉がえり』の劇中歌・主題歌として使用された本作。同映画での役柄である歌手RUIとしての楽曲であったため、役名名義での発売となっている。なお、柴咲の歌手デビュー作は前作の「Trust my feelings」である。
本作は映画公開3日前に発売され、発売週のオリコンシングルチャートでは14位に初登場した。映画自体は本来3週間限定の公開予定で、主題歌である本作と共に大きな宣伝がされなかったが、内容が大きな反響・興行収入を呼び、通常公開となった。本作の売上も、映画同様に当初からの爆発的なヒットではなく、少しずつ人気を集める。テレビなどで披露されることが少なかったこともあり、歌っている姿を観に劇場に足を運ぶ観客もいた。映画・主題歌が相乗効果でヒットする形となった。本作の売上はオリコン集計で約83万枚となった。公開後の翌週に5位に上昇し、3・4週目は2位、発売5週目に1位となる。オリコン10位以内に7週連続でランクインした。累計出荷枚数は90万枚となっている。
役名名義のオリコンシングルチャート1位は、桜庭裕一郎の「ひとりぼっちのハブラシ」以来約1年半ぶりの記録であった。映画の役名名義ではYEN TOWN BANDの「Swallowtail Butterfly 〜あいのうた〜」以来約5年4か月ぶりの記録である。また、単独の役名名義（『ひとりぼっちのハブラシ』はTOKIO名義のシングルの両A面扱い）では史上初である。歌詞カードには「柴咲コウ」という表記は一切無い。
2007年に徳永英明がカバーし、同年8月15日発売のアルバム『VOCALIST 3』の11曲目に収録されている。
当初柴咲は、歌手デビュー曲である前作が不調に終わったため、歌手活動に乗り気ではなかったが、本作のヒットにより、女優業と並行して歌手活動を継続していくことを決意し、その後も多数のヒット曲を世に送り出すことになる。
日本最大手のレンタルDVDショップTSUTAYAの1983年創業以来、最もレンタルされたシングルCDを集計した際、同曲は第8位と高順位にランクインした。ちなみに柴咲の代表曲であり、同曲に次ぐヒットとなった「かたち あるもの」は第14位にランクインしている。

## 収録曲
全編曲：松本良喜
- 3曲とも、映画『黄泉がえり』の劇中でRUIが歌っている。

1. 月のしずく
作詞[3]：Satomi、作曲：松本良喜、ストリングスアレンジ：由宇あおい
PVは、映画シーンと撮りおろしから編集している。
2. 風の果て
作詞[4]：前田たかひろ・Satomi、作曲：福士健太郎
3. 泪月-oboro-
作詞：前田たかひろ、作曲：松本良喜

## 収録アルバム
月のしずく
- 『蜜』
- 『Single Best』
- 『Love&Ballad Selection』
- 『.LOVE』（コンピレーションアルバム）
- 『KO SHIBASAKI ALL TIME BEST 詩』
- 『KO SHIBASAKI ACTOR'S THE BEST -Melodies of Screens-』

風の果て
- 『The Back Best』

泪月 -oboro-
- 『The Back Best』

## カバー
- 今井麻美 - 2007年5月。アルバム『THE IDOLM@STER RADIO TOP×TOP!』収録。
- 徳永英明 - 2007年8月。アルバム『VOCALIST 3』収録。
- エリック・マーティン - 2010年。アルバム『Mr. Vocalist 3』収録[5]。
- キム・ジョンフン - 2012年5月。アルバム『VOICE』収録[6]。
- KG - 2012年12月。アルバム『LOVE COVERS』収録[7]。
- 神崎蘭子（内田真礼） - 2013年。アルバム『THE IDOLM@STER CINDERELLA MASTER Cool jewelries! 001』収録。
- May J. - 2018年。アルバム『Cinema Song Covers』収録。
- 城南海 - 2019年。アルバム『ウタツムギ』収録（2016年放送のテレビ番組『THEカラオケ★バトル』でもカバーしている）。
- エルセ & 花鋏キョウ - 2019年。アルバム『IMAGINATION vol.2』収録[8]。
- 葉月 - 2020年。アルバム『葬艶-FUNERAL-』収録。
- ClariS - 2024年。アルバム『AUTUMN TRACKS -秋のうた-』収録[9]。